# OR9K2
OR9K2 (англ. Olfactory receptor family 9 subfamily K member 2) – білок, який кодується однойменним геном, розташованим у людей на короткому плечі 12-ї хромосоми. Довжина поліпептидного ланцюга білка становить 335 амінокислот, а молекулярна маса — 37 746.
| 10         |  | 20         |  | 30         |  | 40         |  | 50         |
| ---------- |  | ---------- |  | ---------- |  | ---------- |  | ---------- |
| MLGSKPRVHL |  | YILPCASQQV |  | STMGDRGTSN |  | HSEMTDFILA |  | GFRVRPELHI |
| LLFLLFLFVY |  | AMILLGNVGM |  | MTIIMTDPRL |  | NTPMYFFLGN |  | LSFIDLFYSS |
| VIEPKAMINF |  | WSENKSISFA |  | GCVAQLFLFA |  | LLIVTEGFLL |  | AAMAYDRFIA |
| ICNPLLYSVQ |  | MSTRLCTQLV |  | AGSYFCGCIS |  | SVIQTSMTFT |  | LSFCASRAVD |
| HFYCDSRPLQ |  | RLSCSDLFIH |  | RMISFSLSCI |  | IILPTIIVII |  | VSYMYIVSTV |
| LKIHSTEGHK |  | KAFSTCSSHL |  | GVVSVLYGAV |  | FFMYLTPDRF |  | PELSKVASLC |
| YSLVTPMLNP |  | LIYSLRNKDV |  | QEALKKFLEK |  | KNIIL      |  |            |

A: Аланін

C: Цистеїн

D: Аспарагінова кислота

E: Глутамінова кислота

F: Фенілаланін

G: Гліцин

H: Гістидин

I: Ізолейцин

K: Лізин

L: Лейцин

M: Метіонін

N: Аспарагін

P: Пролін

Q: Глутамін

R: Аргінін

S: Серин

T: Треонін

V: Валін

W: Триптофан

Кодований геном білок за функціями належить до рецепторів, g-білокспряжених рецепторів, білків внутрішньоклітинного сигналінгу. 
Локалізований у клітинній мембрані, мембрані.